# Fishscale
Fishscale – piąty studyjny album amerykańskiego rapera Ghostface Killaha członka Wu-Tang Clan, wydany 28 marca 2006 roku nakładem wytwórni Def Jam.
Album sprzedał się w ilości ponad 110 tysięcy egzemplarzy w pierwszym tygodniu i zadebiutował na 4. miejscu notowania Billboard 200 i 2. miejscu notowania Top R&B/Hip-Hop Albums co jest najlepszym osiągnięciem rapera od wydania albumu Ironman.
Nazwa albumu pochodzi od potocznej nazwy metody przemycania kokainy.

## Lista utworów
Opracowano na podstawie źródeł
| #   | Tytuł                                                | Producent        | Sample | Czas |
| --- | ---------------------------------------------------- | ---------------- | --- | ---- |
| 1   | "The Return of Clyde Smith" (Intro)                  |                  | - "Ju Ju" w wykonaniu Jacka McDuffa | 1:04 |
| 2   | "Shakey Dog"                                         | Lewis Parker     | - "Love Is Blue (L’Amour Est Bleu)" w wykonaniu Johnny’ego Johnsona i Hisa Bandwagona - "I Can Sing a Rainbow/Love Is Blue" w wykonaniu The Dells                                        | 3:44 |
| 3   | "Kilo" (gość. Raekwon)                               | MoSS             | - "I Weigh With Kilos" w wykonaniu Jimmy’ego Vana i Richarda Hieronymusa | 4:00 |
| 4   | "The Champ"                                          | Just Blaze       | - "Da Mystery of Chessboxin’" w wykonaniu Wu-Tang Clan - "Synthetic Substitution" w wykonaniu Melvina Blissa                                                                             | 4:09 |
| 5   | "Major Operation" (Skit)                             |                  | | 0:06 |
| 6   | "9 Milli Bros." (gość. Wu-Tang Clan, Cappadonna)     | MF Doom          | - "Fenugreek" w wykonaniu MF Dooma - "Fast Cars" w wykonaniu RZA'y | 4:14 |
| 7   | "Beauty Jackson"                                     | J Dilla          | - "Maybe" w wykonaniu The Three Degrees - "Hi." w wykonaniu J Dilla | 1:32 |
| 8   | "Heart Street Directions" (Skit)                     |                  | | 0:54 |
| 9   | "Columbus Exchange" (Skit)                           | Crack Val        | - "Feed Me Your Love" w wykonaniu Freda Payne | 2:21 |
| 10  | "R.A.G.U." (gość. Raekwon)                           | Pete Rock        | - "The Look of Love" w wykonaniu The Delfonics | 2:39 |
| 11  | "Bad Mouth Kid" (Skit)                               |                  | | 1:10 |
| 12  | "Whip You With a Strap"                              | J Dilla          | - "To the Other Man" w wykonaniu Luthera Ingrama - "One for Ghost" w wykonaniu J Dilla                                                                                                   | 2:51 |
| 13  | "Back Like That" (gość. Ne-Yo)                       | Xtreme           | - "Baby Come Home" w wykonaniu Williego Hutcha - "Song Cry" w wykonaniu Jay-Z | 4:02 |
| 14  | "Be Easy" (gość. Trife)                              | Pete Rock        | - "Stay Away From Me" w wykonaniu The Sylvers - "Mighty Healthy" w wykonaniu Ghostface Killah - "Shimmy Shimmy Ya" w wykonaniu Ol’ Dirty Bastarda                                        | 3:19 |
| 15  | "Clipse of Doom" (gość. Trife)                       | MF DOOM          | - "Apaloosa" w wykonaniu Gino Vanelliego - "Four Theives Vinegar" w wykonaniu MF Dooma                                                                                                   | 3:09 |
| 16  | "Jellyfish" (gość. Cappadonna, Shawn Wigs, Trife)    | MF DOOM          | - "Never Can Say Goodbye" w wykonaniu Dennisa Coffeya - "Let’s Get It On" w wykonaniu Marvin Gaye - "Special Lady" wykonaniu Ray, Goodman & Brown - "Sumac Berries" w wykonaniu MF Dooma | 3:50 |
| 17  | "Dogs of War" (gość. Raekwon, Cappadonna, Sun God)   | Pete Rock        | - "Family Affair" w wykonaniu Sly and the Family Stone | 4:04 |
| 18  | "Barbershop"                                         | Studio Steve     | - "You’d Better Believe It" w wykonaniu The Manhattans | 1:56 |
| 19  | "Ms. Sweetwater" (Skit)                              |                  | | 0:14 |
| 20  | "Big Girl"                                           | Ghostface Killah | - "You’re A Big Girl Now" w wykonaniu The Stylistics | 3:35 |
| 21  | "Underwater"                                         | MF DOOM          | - "Just a Love Child" w wykonaniu Bobbiego Humphreya - "Orange Blossoms" w wykonaniu MF Dooma                                                                                            | 2:03 |
| 22  | "The Ironman Takeover" (Skit)                        |                  | | 0:05 |
| 23  | "Momma" (gość. Megan Rochell)                        | Sean Cane, LV    | - "Wandering Star" w wykonaniu Davida Axelroda | 4:49 |
| 24* | "Three Bricks" (gość. The Notorious B.I.G., Raekwon) | Cool & Dre       | - "Niggas Bleed" w wykonaniu The Notorious B.I.G. | 4:58 |

- * symbolizuje utwór dodatkowy